# College Nauczycielski Kibuców, Technologii i Sztuki
College Nauczycielski Kibuców, Technologii i Sztuki (hebr. מכללת סמינר הקיבוצים - תעודת זהות; ang. Kibbutzim College of Education, Technology and the Arts) jest college'em w Izraelu. Uczelnia jest położona w osiedlu Kochaw ha-Cafon w mieście Tel Awiw.

## Historia
W 1939 ruchu kibucowy utworzył College Nauczycielski Kibuców (ang. Kibbutzim College of Education), który pełnił funkcję placówki edukacyjnej dla nauczycieli szkolnych pracujących w kibucach. Pod koniec lat 50. XX wieku uczelnia przeniosła się do swojej obecnej siedziby, położonej w północnej części miasta Tel Awiw. College bardzo szybko zyskał renomę jednego z najlepszych studiów nauczycielskich w Izraelu. Pod koniec lat 80. uzyskał prawo przyznawania studentom tytuł licencjatu, a od 2000 tytuł magistra.
W 2008 nastąpiło połączenie College'u Nauczycielskiego Kibuców z College'em Nauczycielskim Technologii (ang. Teacher's College of Technology) i utworzenie College'u Nauczycielskiego Kibuców, Technologii i Sztuki (ang. Kibbutzim College of Education, Technology and the Arts).

## Wydziały
College kształci nauczycieli zgodnie z zasadami humanistycznej i demokratycznej edukacji. W procesie kształcenia nacisk jest położony na priorytety społeczne oraz zobowiązania wobec społeczeństwa. Kierunki kształcenia oraz programy nauczania są dostosowywane do aktualnych potrzeb izraelskiego systemu edukacyjnego.
Obecnie studenci mogą kształcić się na następujących kierunkach: wczesny rozwój dziecka, edukacja twórcza, nauczanie szkolnictwa podstawowego, szkolnictwo specjalne, język angielski i języki obce, wychowanie fizyczne, socjologia, biologia i chemia w perspektywie środowiska.

## Budynki College'u
Rozbudowany college posiada trzy kampusy: Ramat Awiw, Antigonus i Kalisher.
Głównym kampusem uczelni jest Ramat Awiw, znajdujący się w Tel Awiwie na północ od rzeki Jarkon. Tereny kampusu obejmują ogrody i trawniki zacienione palmami.

## Transport
Z uczelni wyjeżdża się na wschód bezpośrednio na drogę ekspresową nr 2  (Tel Awiw-Netanja-Hajfa).